# Catedrala Alexandr Nevski din Sofia
Catedrala Alexandr Nevski este un monument reprezentativ al orașului Sofia. Edificiul servește drept catedrală patriarhală a Bisericii Ortodoxe Bulgare. A fost ridicată între anii 1904-1912 în stil neobizantin, după planurile arhitectului rus Alexandr Pomeranțev⁠(en)[traduceți]. Hramul catedralei îl evocă pe eroul rus Aleksandr Nevski.

## Descriere
Cupola are o înălțime de 45 m, iar turnul clopotniței o înălțime de 53 m. 
Interiorul este decorat cu marmură italiană policromă. 
La baza cupolei este înscris cu litere de aur textul rugăciunii Tatăl nostru. 
Catedrala a fost ridicată pentru a sărbători eliberarea de sub dominația otomană.